# Сент-Джулианс
Сент-Джу́лианс (англ. St. Julian's), Сан-Джильян (мальт. San Ġiljan) — город на Мальте, расположенный вдоль побережья Средиземного моря. Находится к северу от столицы страны Валетты.

## Основная информация
Сент-Джулианс является популярным туристическим курортом, с оборудованными пляжами по всему морскому побережью.
Население Сент-Джулианс составляет 7752 человек (ноябрь 2005 г.).
Город подразделяется на несколько районов, среди которых:
- Paceville[англ.]
- Ta' Ġiorni[англ.]
- Tal-Għoqod[англ.]
- St Andrew’s
- Бухта Св. Георгия
- Бухта Спинолы
- Баллюта
- Il-Qaliet cliffs.

## История
Чуть позднее второй половины XVI века к местному заливу подступил многочисленный турецкий флот,под предводительством корсара Тургута Рейса. В стремлении приблизиться ко двору Сулеймана Великого он надеялся, завоевав Сент-Джулианс, подчинить себе остров. Но в результате борьбы с рыцарями Мальтийского ордена Тургут Рейс был смертельно ранен и умер.:1
Типичные, узкие и крутые улицы города спускаются к берегу, где находится Дворец Спинола. Первое здание дворца было построено в 1688 году для летнего пребывания бейлифа (администратора) Ордена, генуэзца Паоло Раффаэло Спинола. Современный облик дворца относится к реконструкции XVIII века, выполненным по воле племянника Паоло  Спинола, Фра Джованни Баттиста Спинола. Во время французской оккупации Мальты в 1798 году, французские войска были размещены во дворце и опустошили его. Во время Первой мировой войны дворец использовали как военный госпиталь.:2
До XIX века на месте города находился только Дворец Спинола, приходская церковь и несколько хижин местных рыбаков. Через некоторое время эта деревушка превратилась в летнюю резиденцию местных богатых жителей, а сегодня на её месте вырос один из самых крупных курортов острова Мальты.:3.

## Температура
| Показатель                | Янв | Фев | Мар | Апр | Май | Июн | Июл | Авг | Сен | Окт | Ноя | Дек |
| ------------------------- | --- | --- | --- | --- | --- | --- | --- | --- | --- | --- | --- | --- |
| Средняя температура днем  | 15  | 15  | 16  | 19  | 23  | 27  | 30  | 30  | 28  | 24  | 20  | 16  |
| Средняя температура ночью | 9   | 9   | 10  | 11  | 14  | 18  | 21  | 21  | 20  | 17  | 13  | 11  |
| Средняя температура воды  | 14  | 14  | 14  | 16  | 18  | 21  | 24  | 25  | 25  | 22  | 19  | 16  |

## Название
Город назван в честь святого покровителя города, святого Юлиана, широко известного как Юлиан Странноприимец , а также как Юлиан Бедный. День памяти этого святого отмечается 12 февраля, хотя на Мальте еще один праздник, отмечаемый в последнее воскресенье августа.:4.

## Галерея

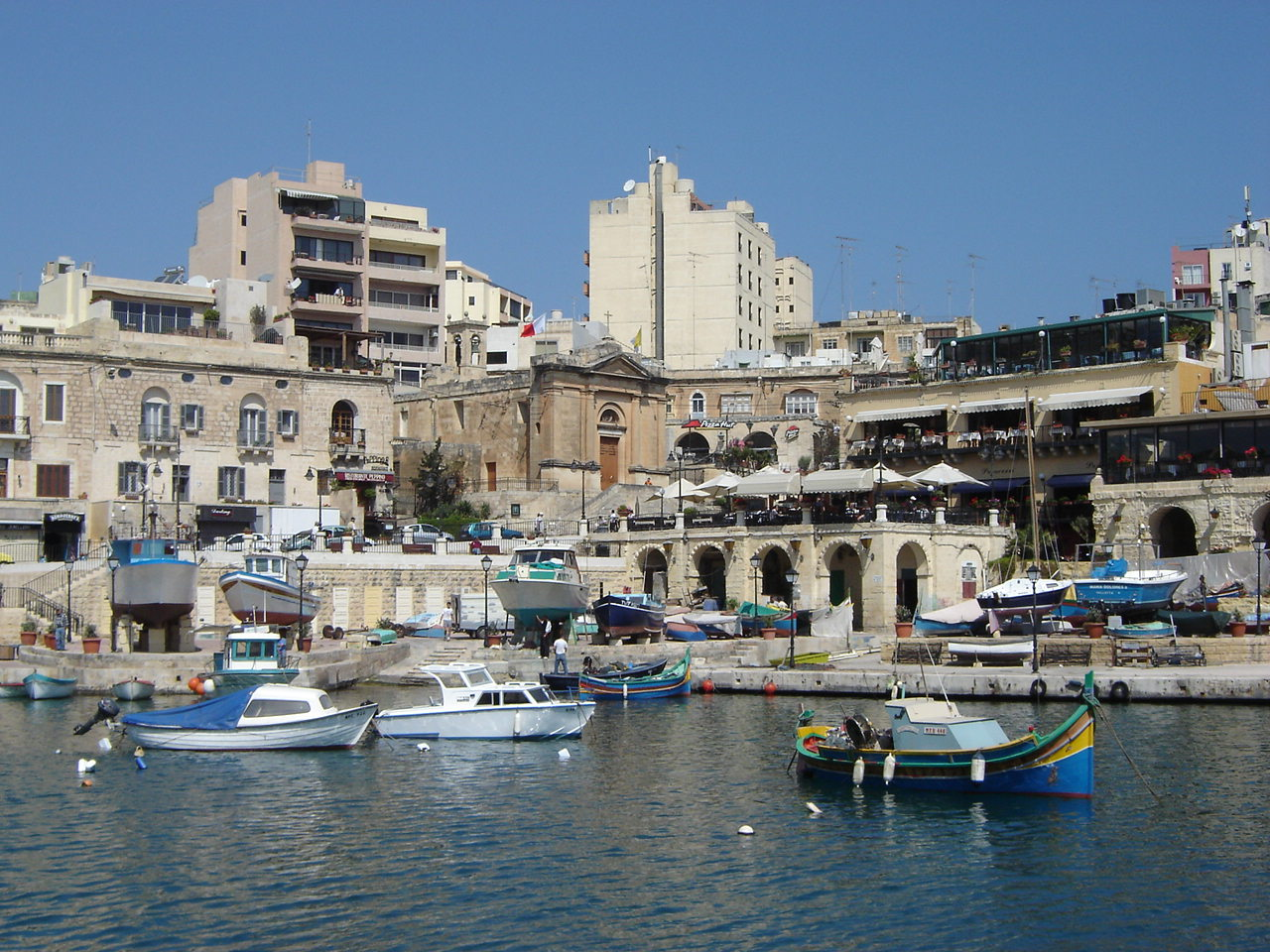
Вид на пристань Сент-Джулианса
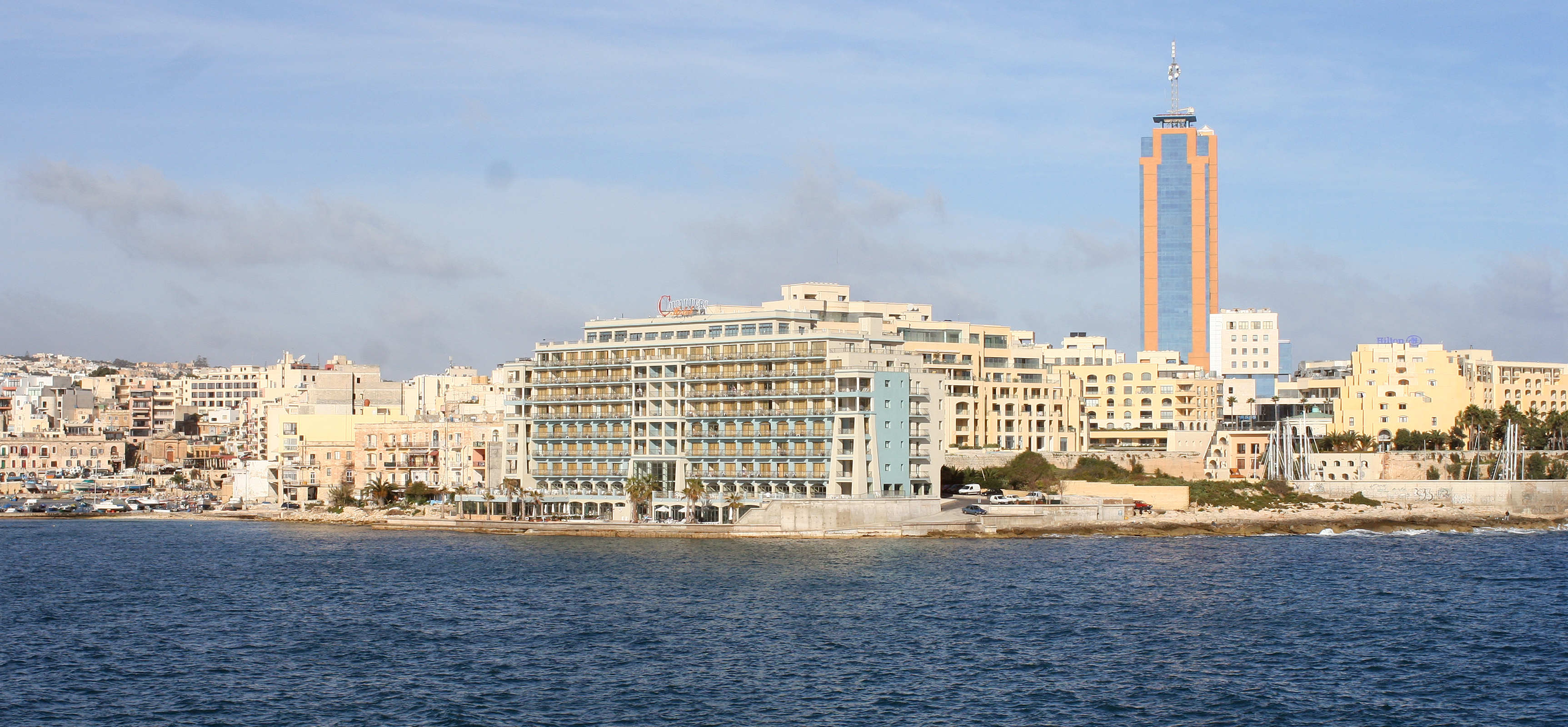
Панорама Сент-Джулианса
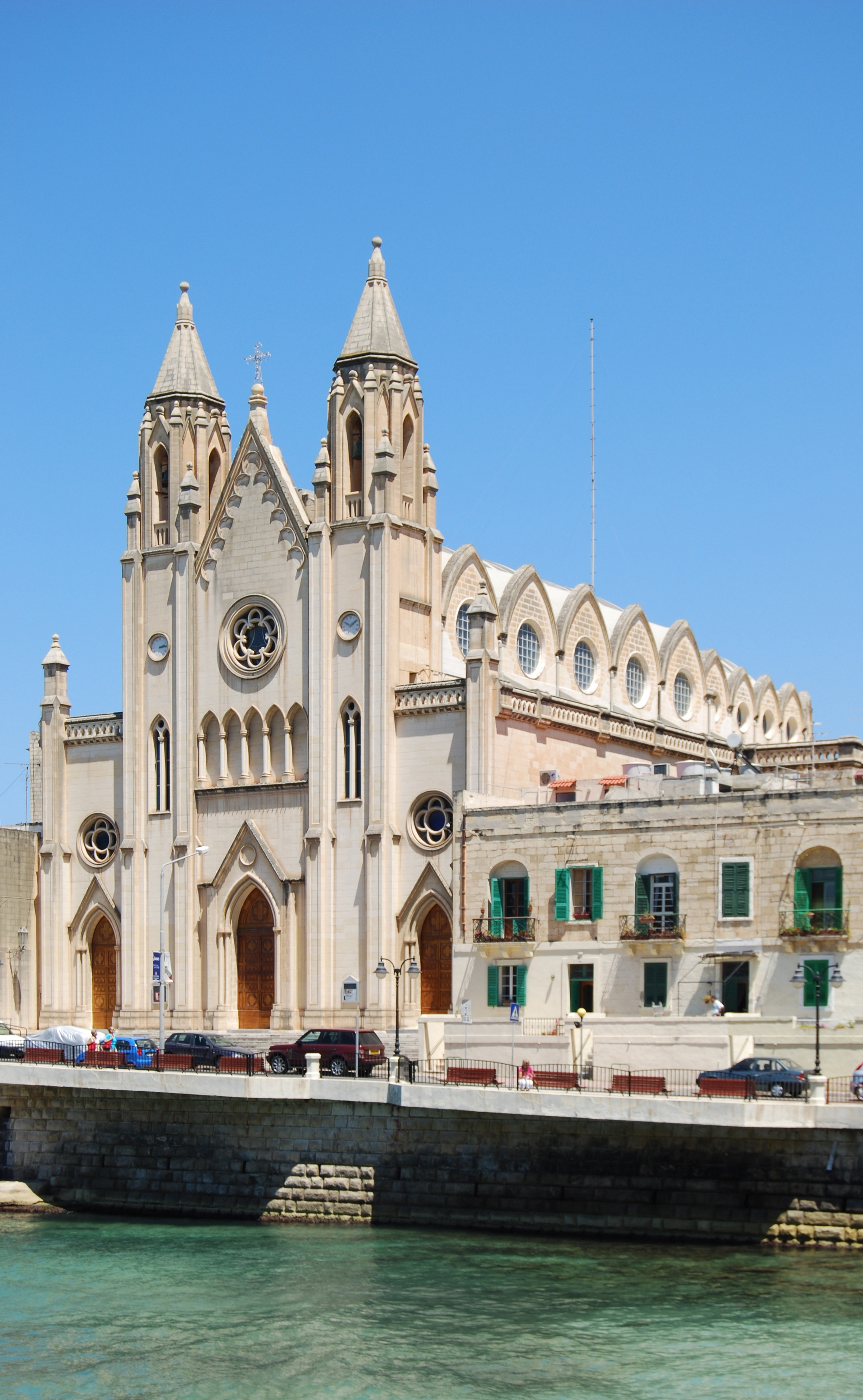
Церковь Сент-Джулианса
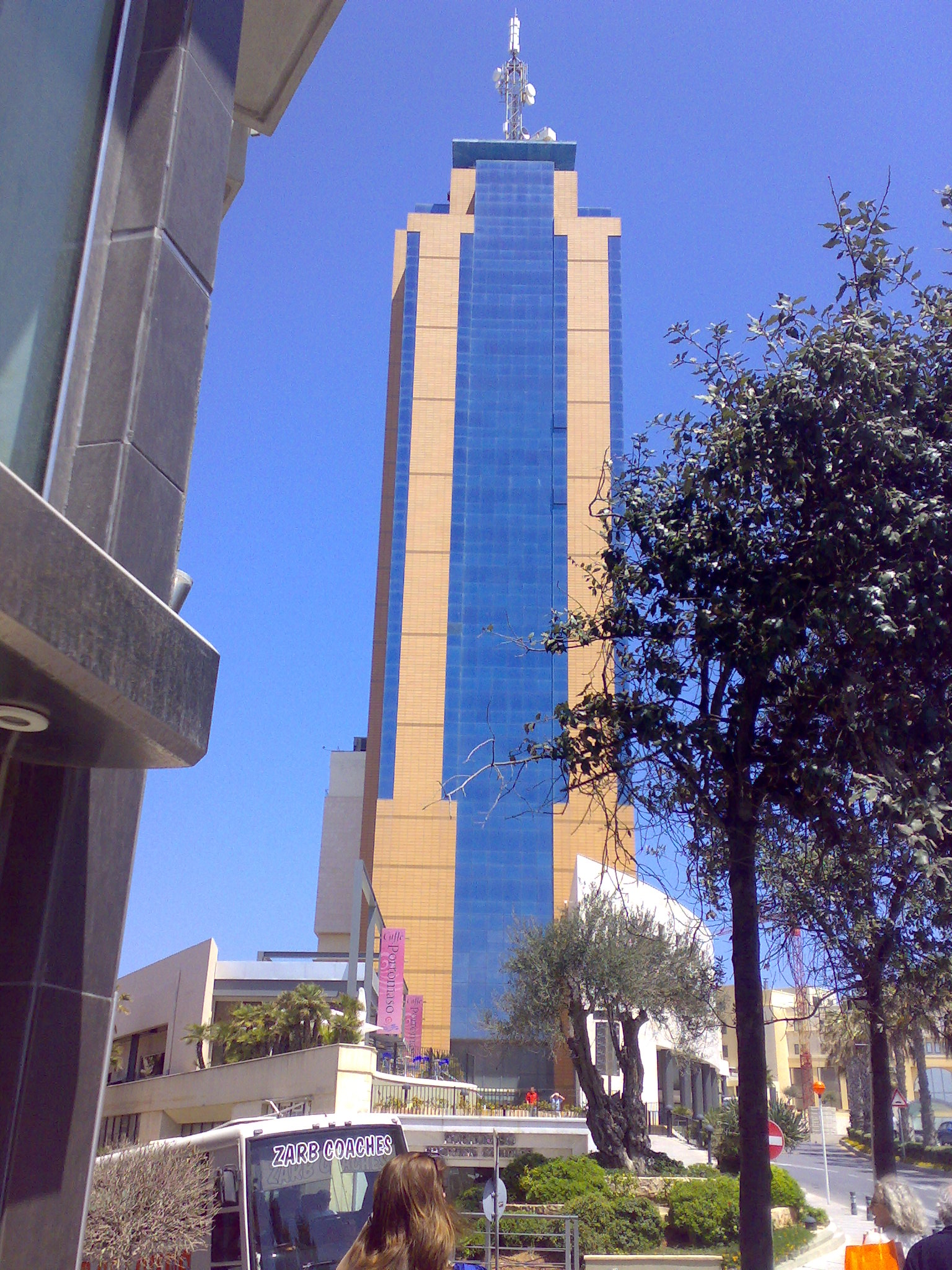
Бизнес-центр Портомасо